# Kahrstedt
Kahrstedt ist ein Ortsteil und eine Ortschaft der Stadt Kalbe (Milde) im Altmarkkreis Salzwedel in Sachsen-Anhalt.

## Geographie

### Lage
Kahrstedt, ein Straßendorf mit Kirche, liegt auf 63 m ü. NHN, etwa 20 Kilometer südöstlich der Kreisstadt Salzwedel in der Altmark. Die Ortschaft erstreckt sich auf dem fruchtbaren Gebiet des Geschiebemergels der Hochfläche des Kalbeschen Werders.

### Ortschaftsgliederung
Zur Ortschaft Kahrstedt gehören die Ortsteile Kahrstedt und Vietzen.

## Geschichte

### Mittelalter bis Neuzeit
Im Jahre 1324 wird das Dorf Kahrstedt erstmals urkundlich als Carstede erwähnt, als Hans und Heinecke von Kröcher das Schloss Kalbe mit den zugehörigen Dörfern an Albrecht von Alvensleben verkaufen. Weitere Nennungen sind 1434 to karstede, 1608 Karstete und 1687 Kahrstedt Flecken.
Die Endung des Namens lässt auf eine sehr frühe Entstehung der Siedlung schließen. Rechts des Weges nach Vietzen stand eine Windmühle, die bereits 1818 erwähnt wurde.

### Herkunft des Ortsnamens
Franz Mertens führt den Ortsnamen auf das Mittelhochdeutsche kar zurück in der Bedeutung für Krug, Topf, Schüssel oder Töpferstelle. Im Kahrstedt wurden also Urnen hergestellt.

### Eingemeindungen
Am 25. Juli 1952 wurde Kahrstedt aus dem Landkreis Salzwedel in den Kreis Kalbe (Milde) umgegliedert. Am 1. Januar 1988 wurde die Gemeinde dem Kreis Salzwedel zugeordnet. Davor wurde Vietzen am 1. August 1973 nach Kahrstedt eingemeindet.
Durch einen Gebietsänderungsvereinbarung beschlossen die Gemeinderäte der Gemeinden Stadt Kalbe (Milde) (am 8. Mai 2008), Altmersleben (am 14. Mai 2008), Güssefeld (am 6. Mai 2008), Kahrstedt (am 7. Mai 2008), Neuendorf am Damm (am 2. Mai 2008), Wernstedt (am 13. Mai 2008) und Winkelstedt (am 13. Mai 2008) beschlossen, dass ihre Gemeinden aufgelöst und zu einer neuen Stadt Kalbe (Milde) vereinigt werden. Dieser Vertrag wurde vom Landkreis als unterer Kommunalaufsichtsbehörde genehmigt und trat am 1. Januar 2009 in Kraft.
Nach Umsetzung der Vereinigungsvereinbarung der bisher selbstständigen Gemeinde Kahrstedt wurden Kahrstedt und Vietzen Ortsteile der neuen Stadt Kalbe (Milde). Für die eingeflossene Gemeinde wurde die Ortschaftsverfassung nach den §§ 86 ff. der Gemeindeordnung Sachsen-Anhalt eingeführt. Die aufgenommene Gemeinde Kahrstedt und künftigen Ortsteile Kahrstedt und Vietzen wurden zur Ortschaft der neuen Stadt Kalbe (Milde). In der eingeflossenen Gemeinde und nunmehrigen Ortschaft Kahrstedt wurde ein Ortschaftsrat mit sieben Mitgliedern einschließlich Bürgermeister gebildet.

### Einwohnerentwicklung
| Jahr | Einwohner |
| ---- | --------- |
| 1734 | 157       |
| 1774 | 114       |
| 1789 | 128       |
| 1798 | 196       |
| 1801 | 203       |
| 1818 | 204       |
| 1840 | 219       |
| 1864 | 210       |

| Jahr | Einwohner |
| ---- | --------- |
| 1871 | 224       |
| 1885 | 234       |
| 1892 | [0]224    |
| 1895 | 219       |
| 1900 | [0]214    |
| 1905 | 228       |
| 1910 | [0]227    |
| 1925 | 231       |

| Jahr | Einwohner |
| ---- | --------- |
| 1939 | 206       |
| 1946 | 284       |
| 1964 | 208       |
| 1971 | 198       |
| 1981 | 321       |
| 1993 | 315       |
| 2006 | 275       |
| 2015 | 134       |

| Jahr | Einwohner |
| ---- | --------- |
| 2016 | 134       |
| 2017 | 126       |
| 2018 | 115       |
| 2020 | [00]119   |
| 2021 | [00]115   |
| 2022 | [0]106    |
| 2023 | [0]105    |

Quelle, wenn nicht angegeben, bis 2006 und 2015 bis 2018

## Religion
Die evangelische Kirchengemeinde Kahrstedt, die früher zur Pfarrei Altmersleben gehörte, wird heute betreut vom Pfarrbereich Kalbe-Kakerbeck im Kirchenkreis Salzwedel im Bischofssprengel Magdeburg der Evangelischen Kirche in Mitteldeutschland.  Die ältesten überlieferten Kirchenbücher für Kahrstedt stammen aus dem Jahre 1840, ältere Einträge finden sich bei Altmersleben.
Die katholischen Christen gehören zur Pfarrei St. Hildegard in Gardelegen im Dekanat Stendal im Bistum Magdeburg.

## Politik

### Ortsbürgermeisterin
Heike Büttner ist Ortsbürgermeisterin der Ortschaft Kahrstedt.

### Ortschaftsrat
Bei der Ortschaftsratswahl am 26. Mai 2019 stellte sich die Wählergemeinschaft Vietzener Dorffrauen e. V. zur Wahl. Sie gewann alle 5 Sitze. Gewählt wurden vier Ortschaftsrätinnen und ein Rat.

## Kultur und Sehenswürdigkeiten
Die evangelische Dorfkirche Kahrstedt ist ein romanischer Feldsteinsaal mit eingezogenem Chor, halbkreisförmiger Apsis und Westquerturm. Die Obergeschosse des Turms stammen aus einer zweiten Bauphase. Ein rundbogiges Westportal, das in den Jahren 1903–1905 restauriert wurde, erschließt das Bauwerk. Im genannten Zeitraum wurde das Bauwerk eingreifend umgestaltet, wobei eine kleine Nordvorhalle angebaut, ein hölzernes Tonnengewölbe im Innern eingezogen und eine Ausmalung (vermutlich durch Reinhard Ebeling) durchgeführt wurde. Die Kirche war eine Filialkirche von Altmersleben.

## Wirtschaft und Infrastruktur
Kahrstedt liegt abseits der größeren Durchgangsstraßen an der Verbindungsstraße zwischen Kalbe (Milde) und Brunau.